# Араблуй-є-Єкан
Араблуй-є-Єкан (перс. عربلوی یکان) — село в Ірані, входить до складу дехестану Південний Назлуй у Центральному бахші шахрестану Урмія провінції Західний Азербайджан.